# Código ATC J
Secção da lista de códigos ATC.

## J: Anti-infecciosos gerais para uso sistémico
| J01 | Antibacterianos para uso sistémico                |
|     | J01A Tetraciclinas                                |
|     | J01B Anfenicois                                   |
|     | J01C Antibacterianos beta-lactâmicos, penicilinas |
|     | J01D Outroa antibacterianos beta-lactâmicos       |
|     | J01E Sulfonamidas e trimetoprim                   |
|     | J01F Macrólidos e lincosamidas                    |
|     | J01G Antibacterianos aminoglicosidos              |
|     | J01M Antibacterianos quinolonas                   |
|     | J01X Outros antibacterianos                       |
| J02 | Antimicóticos para uso sistémico                  |
| J04 | Antimicobacterianos                               |
| J05 | Antivirais para uso sistémico                     |
| J06 | Imunosoros e imunoglobulinas                      |
|     | J06A Imunosoros                                   |
|     | J06B Imunoglobolinas                              |
| J07 | Vacinas                                           |
|     | J07A Vacinas bacterianas                          |
|     | J07B Vacinas virais                               |